# Randers Kaserne
Randers Kaserne er en nedlagt hærkaserne i den nordlige del af Randers. Kasernen er solidt bygget og fremstår i overvejende grad i røde mursten og tegl, opført i en enkel og smuk arkitektur.
Randers Kaserne blev oprindeligt bygget til Jydske Dragonregiment og stod færdig til brug i 1940. Arkitekt var kaptajn Emil Wissum. Under Besættelsen blev kasernen brugt af den tyske besættelsesmagt.
I 1953 overdragedes kasernen til Jydske Ingeniørregiment, som havde hjemme på kasernen frem til 1997, hvor de flyttede til Skive Kaserne og Randers Kaserne blev nedlagt. Allerede i 1972 indgav generalløjtnant G.K. Christensen en såkaldt 'rød betænkning', hvor han anbefalede nedlæggelse af kasernen, men den plan mødte modstand fra bl.a. Forsvarets Civil-Etat. Planerne om at nedlægge kasernen blev derfor skrinlagt frem til 1995. De sidste soldater forlod kasernen 29. august 1997. 
Fra 1997 til 2003 blev en del af den gamle kaserne anvendt til flygtningecenter for kosovoalbanere.
I januar 1998 blev kasernen overdraget fra Forsvaret til statens ejendomsselskab Freja ejendomme med henblik på videresalg. Kasernen har et samlet grundareal på 178.749 m2. og rummer ca. 30 større og mindre bygninger. Freja ejendomme udviklede i 2003 bl.a. i samarbejde med Randers Kommune en masterplan for kasernen og det omkringliggende område. Planen lagde grunden for et kommuneplantillæg, der muliggjorde en fremtidig anvendelse til blandet erhverv, fritidsformål og boliger. Kaserneområdet rummede et udvalg af bygninger og lokaler fra kontorer, der stort set kunne bruges som de var, til garage- og værkstedsbygninger, som kunne ombygges til andre formål.
Kasernen vidersolgtes til By i Byen ApS, der havde planer om at udvikle området til et unikt iværksættermiljø. Randers Kommune anvender i dag en del af bygningerne, blandt andet til jobcenter.

## Links
- Hjemmeside om kasernen (Webside ikke længere tilgængelig)

|  | Denne artikel om en bygning eller et bygningsværk kan blive bedre, hvis der indsættes et (bedre) billede. Du kan hjælpe ved at afsøge Wikimedia Commons for et passende billede eller lægge et op på Wikimedia Commons med en af de tilladte licenser og indsætte det i artiklen. |

56°28′55.96″N 10°1′46.15″Ø / 56.4822111°N 10.0294861°Ø